# Prionomys batesi
Prionomys batesi (Dollman, 1910) è un roditore della famiglia dei Nesomyidae, unica specie del genere Prionomys (Dollman, 1910), diffuso nell'Africa equatoriale.

## Descrizione

### Dimensioni
Roditore di piccole dimensioni, con la lunghezza della testa e del corpo tra 54 e 78 mm, la lunghezza della coda tra 67 e 103 mm, la lunghezza del piede tra 13 e 16 mm e la lunghezza delle orecchie tra 8 e 11 mm.

### Caratteristiche craniche e dentarie
Il cranio presenta un rostro relativamente corto ed una scatola cranica robusta; le creste sopra-orbitali sono evidenti. Le arcate zigomatiche sono ampie. Le placche zigomatiche sono sottili e inclinate in avanti. I fori infra-orbitali sono molto allargati. Il palato è molto largo e presenta due corti fori. La bolla timpanica è di proporzioni normali. Gli incisivi superiori sono proodonti, ovvero con le punte rivolte in avanti, mentre i molari hanno le cuspidi ben sviluppate.
Sono caratterizzati dalla seguente formula dentaria:

### Aspetto
La pelliccia è corta, soffice, densa e lanosa. Le parti superiori sono grigio-brunastri con la base dei peli grigia, i fianchi sono più chiari e passano gradualmente al grigio chiaro delle parti inferiori e dei lati del muso sotto gli occhi. Il muso è appuntito, gli occhi sono grandi e circondati da anelli marroni scuri. Le orecchie sono piccole e rotonde, ricoperte di corti peli scuri. Il dorso delle zampe è ricoperto di piccoli peli biancastri. Le zampe anteriori hanno il pollice rudimentale e 4 dita funzionali, delle quali il secondo e il quarto sono allungati, muniti di un artiglio corto, mentre i piedi ne hanno 5, con il quinto dito allungato e l'alluce ben sviluppato e parzialmente opponibile. La coda è più lunga della testa e del corpo, è uniformemente nerastra, cosparsa di pochi peli, tranne nella parte terminale superiore dove è completamente liscia, caratteristica che fa presumere che sia parzialmente prensile.

## Biologia

### Comportamento
È una specie arboricola e notturna, sebbene sia stata riportata all'interno di tane al suolo.

### Alimentazione
Si nutre di insetti, in particolare di formiche.

## Distribuzione e habitat
Questa specie è diffusa in diverse località del Camerun sud-orientale, Gabon nord-orientale, Congo nord-occidentale e Repubblica Centrafricana sud-occidentale.
Vive in aree erbose aperte all'interno delle foreste umide tropicali tra 100 e 300 metri di altitudine.

## Conservazione
La IUCN Red List, considerata la mancanza di informazioni sull'estensione dell'areale, lo stato della popolazione e i requisiti ecologici, classifica P.batesi come specie con dati insufficienti (DD).